# Cotton gin

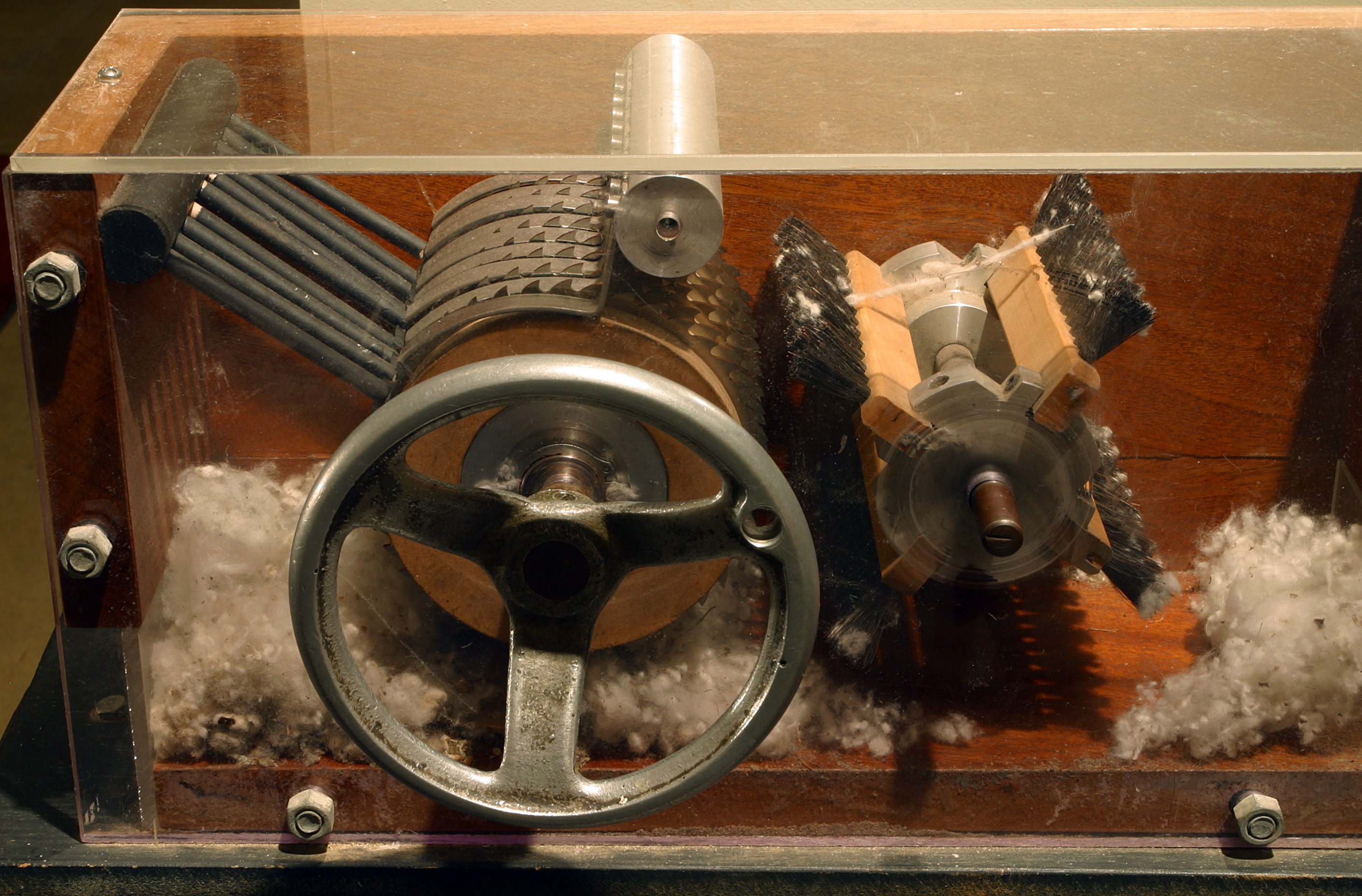
Cotton gin du XIXe siècle, Eli Whitney Museum à Hamden.

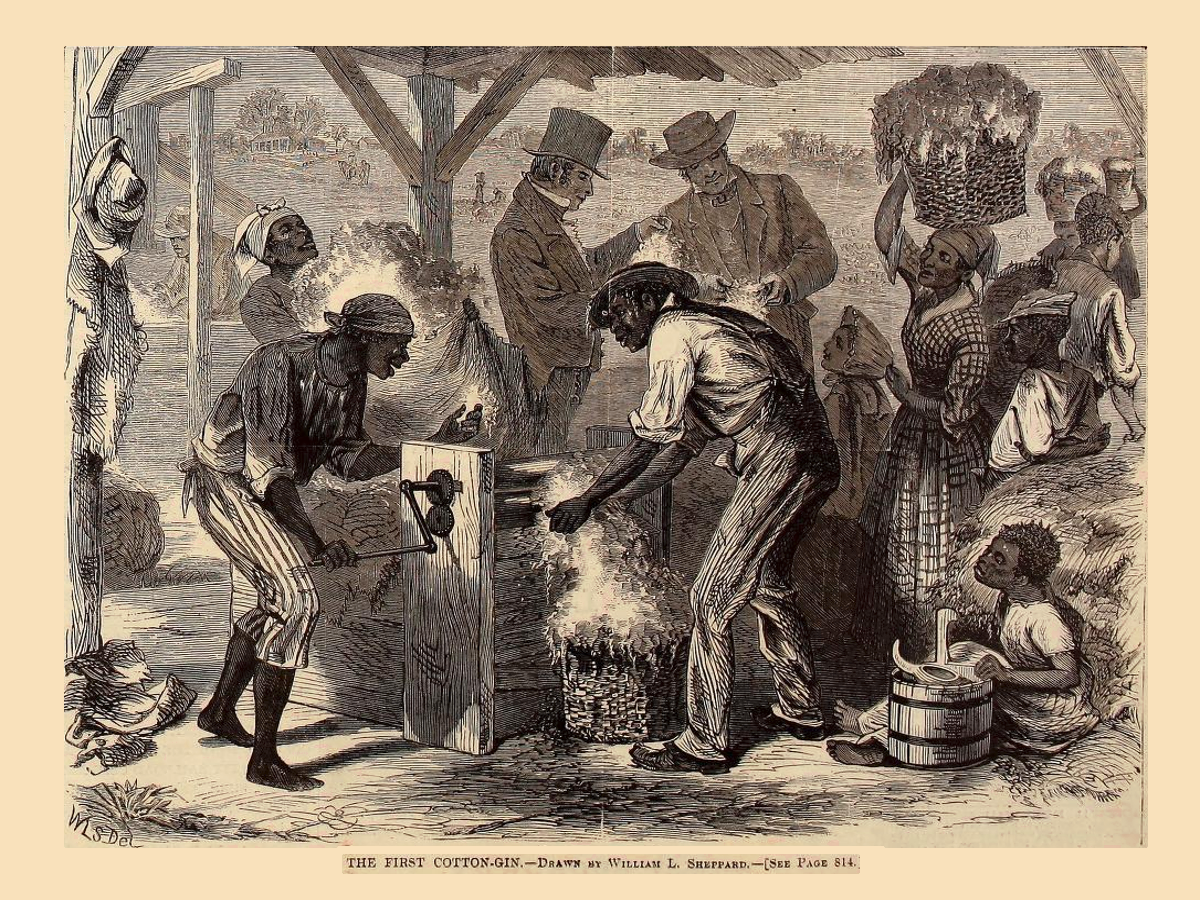
Premier usage de la machine à égrener le coton dans une plantation du Sud des États-Unis.

Le cotton gin, inventé en 1793 en Géorgie par l'Américain Éli Whitney, est une machine égreneuse, pour séparer la graine du coton de sa fibre.
La machine, précédée par l'invention en 1778 du roller gin par Kinsey Burden, planteur de coton en Caroline du Sud, permettait de simplifier un travail exigeant alors beaucoup de main-d’œuvre et réalisé manuellement par les esclaves américains. C'est une invention très importante dans l'histoire de la culture du coton, pour laquelle Eli Whitney a reçu un brevet daté du 14 mars 1794. Elle permit de relancer le système des plantations du sud des États-Unis et donc d'amplifier le recours à l'esclavage dédié désormais principalement à la culture du coton. Entre 1830 et 1850 le coton américain représentait les trois quarts de la production mondiale.
Un autre inventeur, Hodgen Holmes, un ancien aide mécanicien d'Eli Whitney, apporta en 1796 à la machine de Whitney un perfectionnement d'importance. En remplaçant les crochets des cylindres par des scies, il limita le taux de déchets. Sa machine remplaçait le tambour à pointe par une série de scies circulaires montées sur un cylindre, espacées régulièrement.
Selon Matilda Gage, la conceptrice principale du cotton gin est Catherine Littlefield Greene, bien que l'histoire ne lui la reconnaisse pas et donne le crédit à Eli Whitney.
La machine d'Eli Whitney est citée par Karl Marx dans le Capital comme un exemple de progrès technologique dans le processus de production, en précisant qu'elle fut rendue obsolète par un perfectionnement apporté par M. Emery, d'Albany.